# Carlo Kroon

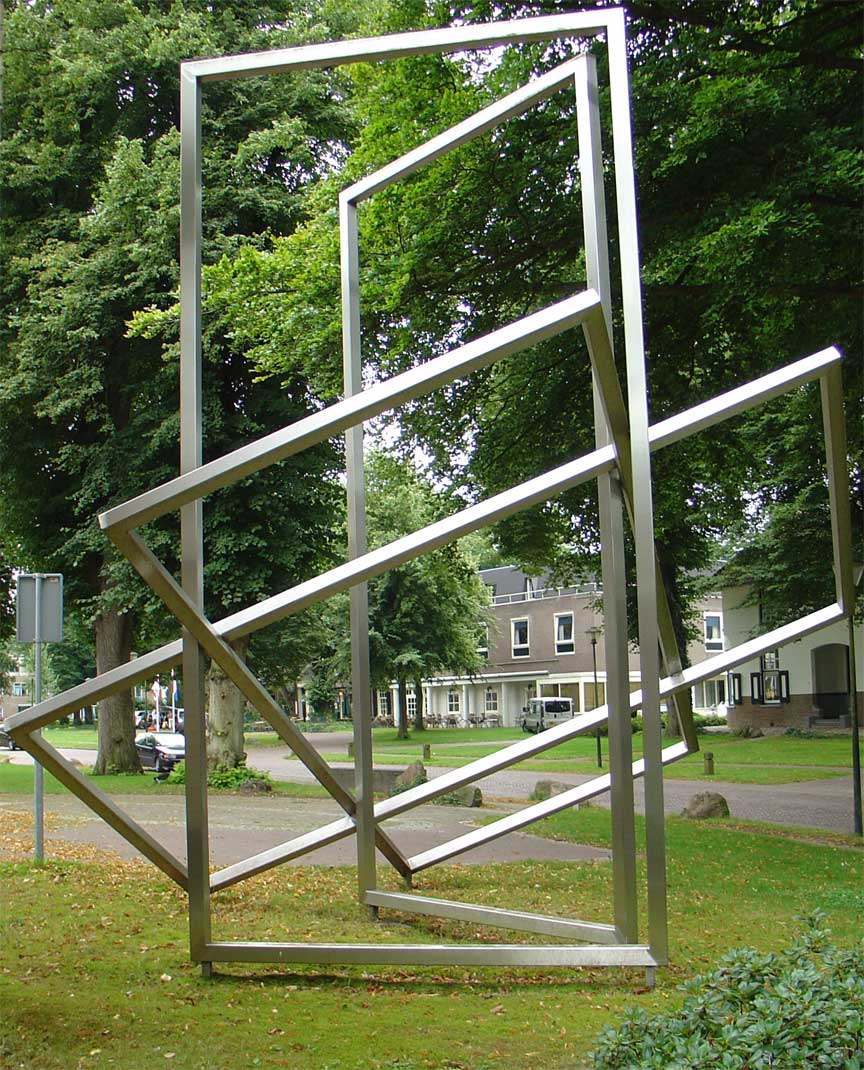
De zilveren Bloem in ruimtelijkheid (1992), Brink, Gieten

Carlo Kroon (Hilversum, 30 oktober 1946) is een Nederlandse beeldend kunstenaar

## Leven en werk
Kroon volgde de opleiding aan Academie voor Beeldende Vorming te Amersfoort.  Na zijn opleiding vestigde hij zich als beeldend kunstenaar in het Drentse Ruinerwold. Kroon is een beeldend kunstenaar, die in meerdere disciplines werkzaam is. Hij maakt schilderijen, foto’s, performances, installaties, objecten en projecten. Hij was jarenlang als docent verbonden aan de AKI in Enschede. Samen met Loes Heebink uit Kolderveen maakte hij een serie kunstwerken voor de plaats Roden in de gemeente Noordenveld.

## Werken (selectie)
- Neoninstallatie sporthal - Veenendaal (2006)
- Un-Dun-Dip  - Hoogeveen (1999)
- Zonder titel  - Hoogeveen (1998)
- Lemniscaat en stengel - Genemuiden (1994)
- De zilveren bloem in ruimtelijkheid - Gieten (1992)
- Aarde, water, lucht en vuur - vier objecten in Boven Pekela (1992)
- Blauwe Vogel - Rogat (1991)
- Four Rectangles Emmeloord (1981)
- Neon - Meppel